# Flaga kraju żylińskiego
Flaga kraju żylińskiego − jeden z symboli kraju żylińskiego obok herbu i pieczęci, obowiązująca od 27 marca 2002. 

## Historia
Flaga kraju, wraz z innymi symbolami, została ustanowiona uchwałą rady kraju nr 5/2002 z 27 marca 2002. Po konsultacjach ze słowacką Komisją Heraldyczną, 20 maja 2002 została wpisana do Rejestru Heraldycznego Republiki Słowackiej (sygnatura Z-94/2002). 20 kwietnia 2004 rada kraju wydała VZN nr 3/2004, w którym szczegółowo zawarła opis wyglądu flagi i zasady jej użytkowania.

## Wygląd i symbolika
Flaga kraju to prostokątny płat tkaniny o proporcjach 2:3, podzielony w krzyż skandynawski (1/3 i 2/3 szerokości w pionie, po 1/2 długości w poziomie) na cztery części: żółtą, niebieską, zieloną i czerwoną. Barwy te nawiązują do herbu kraju.

## Użycie
Flaga kraju jest używana przez władze samorządowe regionu, może być umieszczona na masztach na budynkach użyteczności publicznej lub w innych częściach przestrzeni publicznej. Mogą jej również używać mieszkańcy, pod warunkiem, że będzie ona użytkowana zgodnie z obowiązującymi przepisami.